# 찰스 아사티
찰스 아사티 (Charles Asati, 1946년 3월 3일 ~ )는 케냐의 전직 육상 선수로 1972년 뮌헨 올림픽에서 1600m 계주의 금메달을 획득하였다.

## 인물 정보
그는 1968년 멕시코시티 올림픽 200m 8강에 진출하였고, 1600m 릴레이에서 2분 59.6초와 함께 놀라운 은메달을 획득한 케냐 팀의 일원이었다. 1970년 코먼웰스 게임에서 아사티는 400m와 1600m 릴레이에서 금메달을 획득하고, 200m에서 3위를 하였다.
뮌헨 올림픽에서 그는 400m 4위를 하고, 케냐 1600m 릴레이 팀의 일원으로서 금메달을 획득하였다. 이듬해 라고스에서 열린 올아프리카 게임에서 400m와 릴레이를 우승하였다. 1974년 코먼웰스 게임에서 다시 양종목을 우승한 후, 자신의 육상 경력을 끝냈다.

## 참조
- (영어) 찰스 아사티 - 국제 육상 경기 연맹